# Jessika Muscat
Jessika Muscat, ou plus simplement Jessika, est une chanteuse et actrice maltaise, née le 27 février 1989 à Il-Mosta à Malte.
Elle a représenté  Saint-Marin au Concours Eurovision de la chanson 2018 à Lisbonne au Portugal avec la chanson Who We Are, qu'elle interprète avec la chanteuse allemande Jenifer Brening, après avoir remporté l'émission de sélection nationale saint-marinaise, 1 in 360. Les deux chanteuses sont éliminées en demi-finale.
Elle a par ailleurs tenté, sans succès, de représenter son pays, Malte, au Concours Eurovision de la chanson junior 2004 avec la chanson Precious Time, ainsi qu'au Concours Eurovision de la chanson, chaque année de 2008 à 2017, puis à nouveau en 2022 et en 2023.
En tant qu'actrice, elle joue le rôle d'Emma dans le soap opera quotidien maltais Ħbieb u Għedewwa.